# Shellbrook
Shellbrook es un pueblo canadiense situado en la provincia de Saskatchewan.

## Superficie
Shellbrook tiene una superficie de 3,93 km².

## Demografía
En 2021, tenía 1510 habitantes, una densidad poblacional de 384,2 hab./km², y 710 viviendas.